# خط فارسيتي
خط فارسيتي هو طريق سكة حديد يربط بين المدن الإنجليزية لجامعتي أكسفورد وكامبردج، حيث يتم تشغيله عن طريق سكة حديد لندن ونورث ويسترن، شركة سكة حديد بريطانية بين 1846 و1922. وتم سحب الخدمات من خطوط أكسفورد-بليتشلي، وبيدفورد- كامبيردج في نهاية عام 1967. وعلى الرغم من ذلك، فإن الخط لم يُصنف تبعًا ضمن قائمة المحطات التي تم إغلاقها وذلك باعتباره جزء من بيشنج أكس، وهي شبكة الطرق وإعادة هيكلة السكك الحديدية في بريطانيا.